# チャンドラヤーン
チャンドラヤーンは、インド宇宙研究機関(ISRO)の月探査機である。
- チャンドラヤーン1号 （2008年）
- チャンドラヤーン2号 （2019年）
- チャンドラヤーン3号 （2023年）- 月面着陸に成功した。
- チャンドラヤーン5号 （2028年）